# Henry Chaplin, 1. Viscount Chaplin

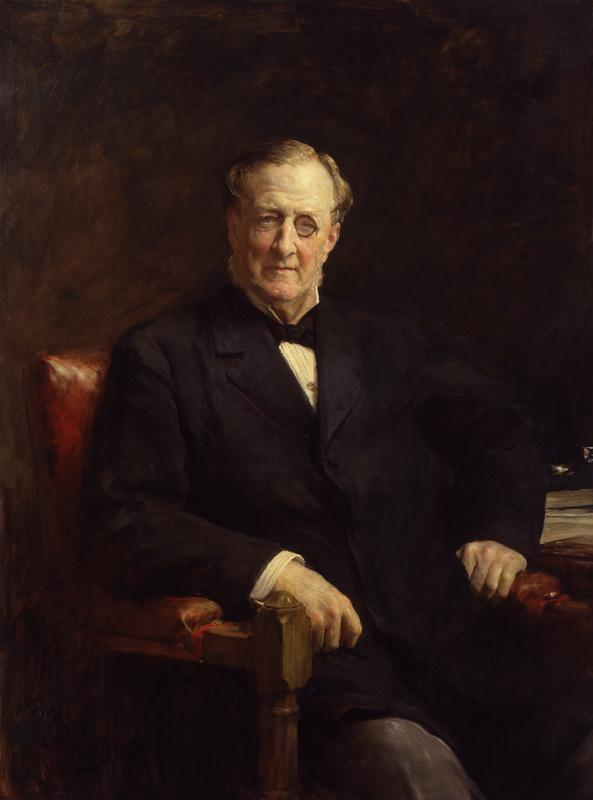
Henry Chaplin (Gemälde von Arthur Stockdale Cope, 1908)

Henry Chaplin, 1. Viscount Chaplin, PC (* 22. Dezember 1840 in Ryhall, Rutland, England; † 29. Mai 1923 im Londonderry House, London) war ein britischer Politiker der Conservative Party und Besitzer von Rennpferden.
Chaplin war von 1868 bis 1916 mit einer kurzen Unterbrechung Mitglied des Unterhauses (House of Commons), von 1885 bis 1886 Kanzler des Herzogtums Lancaster (Chancellor of the Duchy of Lancaster), von 1889 bis 1892 Landwirtschaftsminister (President of the Board of Agriculture) sowie von 1895 bis 1900 Kommunalminister (President of the Local Government Board) war. Ab 1916 war er als Viscount Chaplin Mitglied des Oberhauses (House of Lords).

## Leben

### Familiäre Herkunft und Großgrundbesitzer

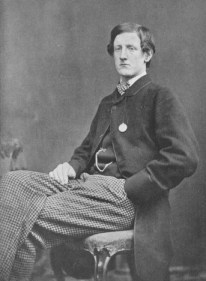
Henry Chaplin (1859)

Chaplin war das dritte von fünf Kindern von Reverend Henry Chaplin und dessen Ehefrau Caroline Horatia Ellice. Sein Vater war anglikanischer Vikar von Ryhall in Rutland. Seine ältere Schwester Helen Matilda Chaplin war mit dem Unterhausabgeordneten William Pleydell-Bouverie, Viscount Folkestone, verheiratet, der 1889 nach dem Erbe des Titels als 5. Earl of Radnor ebenfalls Oberhausmitglied wurde. Sein älterer Bruder Charles Chaplin verstarb bereits als Zwölfjähriger. Sein jüngerer Bruder Colonel Edward Chaplin war der Ehemann von Lady Guendolen Theresa Chetwynd-Talbot, einer Tochter von Charles Chetwynd-Talbot, 19. Earl of Shrewsbury. Sein jüngster Bruder war Cecil Chaplin, der mit Emily Cecilia Boyle verheiratet war, deren Vater Robert Edward Boyle ebenfalls Unterhausabgeordneter sowie Colonel der Coldstream Guards war.
Henry Chaplin selbst besuchte von 1854 bis 1856 die Harrow School und absolvierte zwischen 1859 und 1860 ein Studium am Christ Church College der Universität Oxford, wo er zum Freundeskreis des späteren Königs Eduard VII. gehörte. Durch eine Erbschaft wurde er im Alter von 21 Jahren 1861 Großgrundbesitzer mit umfangreichen Ländereien in Lincolnshire, Nottinghamshire und Yorkshire. 1864 war er mit Lady Florence Cecilia Paget verlobt, einer Tochter von Henry Paget, 2. Marquess of Anglesey, die dann allerdings am 16. Juli 1864 Henry Rawdon-Hastings, 4. Marquess of Hastings, heiratete.

### Unterhausabgeordneter, Minister und Oberhausmitglied
Am 17. November 1868 wurde Chaplin für die Conservative Party erstmals zum Mitglied des Unterhauses (House of Commons) gewählt und vertrat in diesem bis zum 24. November 1885 den Wahlkreis Mid Lincolnshire. Er engagierte sich daneben von 1873 bis zu seinem Tod 1923 fünfzig Jahre als Steward des Jockey Club, der letzten Instanz für alle Fragen im Galopprennsport in England. Während dieser Zeit gehörte er 1881 als Mitglied der Königlichen Landwirtschaftskommission (Royal Commission on Agriculture) an. Am 23. Juni 1885 wurde er als Kanzler des Herzogtums Lancaster (Chancellor of the Duchy of Lancaster) in das Kabinett Salisbury I berufen, dem er bis zum 1. Februar 1886 angehörte. Am 24. Juni 1885 wurde er auch zum Mitglied des Privy Council (PC) berufen. Am 24. November 1885 erfolgte seine Wiederwahl zum Mitglied des Unterhauses, wobei er dort nunmehr bis zum 12. Januar 1906 den Wahlkreis Sleaford vertrat.
Im Kabinett Salisbury II fungierte er zwischen dem 3. August 1886 und dem 15. August 1892 als Landwirtschaftsminister (President of the Board of Agriculture) und wurde nach seinem Ausscheiden aus der Regierung 1893 wieder Mitglied der Königlichen Landwirtschaftskommission berufen. Im Kabinett Salisbury III übernahm er schließlich am 25. Juni 1895 das Amt des Kommunalministers (President of the Local Government Board) und übte dieses bis zu seiner Ablösung durch Walter Long am 12. November 1900 aus. Nach seinem Ausscheiden aus dem Kabinett war Chaplin, dem ein Ehrendoktor der Rechtswissenschaften (Honorary LL.D.) der University of Edinburgh verliehen wurde, unter anderem 1903 Mitglied der Königlichen Kommission für die Versorgung mit Nahrungsmitteln und Rohstoffen (Royal Commission on the Supply of Food and Raw Materials) sowie 1904 Mitglied der Zollkommission (Tariff Commission).
Nachdem Chaplin bei den Unterhauswahlen vom 12. Januar bis 8. Februar 1906 eine knappe Wahlniederlage gegen Arnold Lupton von der Liberal Party erlitten hatte, wurde Chaplin bei einer Nachwahl im Wahlkreis Wimbledon wieder zum Mitglied des Unterhauses gewählt. Bei dieser Wahl konnte er sich gegen den Kandidaten der Liberal Party, Bertrand Russell, durchsetzen. Er gehörte dem Unterhaus nunmehr bis zum 8. April 1916 an. Chaplin präsidierte 1911 beim Carlton-Club-Treffen, bei dem die konservativen Parlamentsabgeordneten mit Andrew Bonar Law ihren neuen Vorsitzenden wählten.
Nach seinem Ausscheiden aus dem House of Commons wurde Chaplin durch ein Letters Patent vom 20. Juni 1916 als erblicher Viscount Chaplin, of St Oswald’s, Blankney, in the County of Lincoln, in den erblichen Adelsstand (Hereditary Peerage) der Peerage of the United Kingdom erhoben und gehörte dadurch bis zu seinem Tod 1923 dem Oberhaus (House of Lords) an. Nach seinem Tod am 29. Mai 1923 hinterließ er eine Erbschaft von 4.866 £ und wurde in St. Oswald’s in Blankney beigesetzt.

### Ehe und Nachkommen
Am 15. November 1876 heiratete er in Trentham Hall Lady Florence Sutherland-Leveson-Gower, eine Tochter von George Sutherland-Leveson-Gower, 3. Duke of Sutherland, und dessen Ehefrau Anne Hay-Mackenzie, 1. Countess of Cromartie. Aus seiner Ehe gingen ein Sohn sowie zwei Töchter hervor. 
Sein einziger Sohn Eric Chaplin erbte bei seinem Tod den Titel als 2. Viscount Chaplin und die damit verbundene Mitgliedschaft im Oberhaus. Seine ältere Tochter Edith Helen Chaplin war die Ehefrau von Charles Vane-Tempest-Stewart, 7. Marquess of Londonderry und verfasste eine Biografie ihres Vaters mit dem Titel Henry Chaplin. A memoir: prepared by the Marchioness of Londonderry (1926), während seine jüngere Tochter Florence Chaplin mit Charles Richard Hoare verheiratet war.

## Veröffentlichungen
- Bimetallism. Speech in the House of Commons, June 4th, 1889. Manchester 1889.
- Memorandum… on the proposed reciprocity between Canada and the United States of America and most-favoured-nation treaties. London 1911.

## Hintergrundliteratur
- Edith Vane-Tempest-Stewart, Marchioness of Londonderry: Henry Chaplin. A memoir: prepared by the Marchioness of Londonderry. 1926.